# Marija Bursać
Marija Bursać (en serbio: Марија Бурсаћ; 2 de agosto de 1920 - 23 de septiembre de 1943) fue miembro de la resistencia serbia en Bosnia durante la Segunda Guerra Mundial, fue también la primera mujer proclamada Héroe del Pueblo de Yugoslavia.
Bursać nació y se crio en una familia agrícola en el pueblo de Kamenica, cerca de Drvar. Después de la invasión de Yugoslavia por las potencias del Eje y la creación del Estado Independiente de Croacia en abril de 1941, Bursać apoyó activamente el movimiento de resistencia partisana dirigido por el Partido Comunista de Yugoslavia (KPJ). Ella se convirtió en miembro de la Liga de la Juventud Comunista de Yugoslavia en septiembre de 1941. En agosto de 1942, fue nombrada como lael comisario política de una compañía de la primera Brigada Krajina Agrícola, que cosechó cultivos en el valle de Sanica. Ella fue admitida en la KPJ al final del verano de 1942.
Bursać se convirtió en guerrillera en febrero de 1943, cuando se unió a la 10.ª Brigada de Krajina recién formada. Ella luchó con la brigada en las áreas de Grahovo, Knin, Vrlika y Livno; también se desempeñó como enfermera. En septiembre de 1943, Bursać participó en el ataque contra el la base alemana en Prkosi al noroeste de Bosnia y sufrió una grave lesión en una de sus piernas. Durante su traslado a un hospital de campaña en Vidovo Selo, cantó canciones partisanas. Su herida pronto gangrenó, y murió en el hospital. Bursać fue proclamada Héroe del Pueblo de Yugoslavia, en octubre de 1943. Después de la guerra, su servicio a la causa partidista fue conmemorado por el nombramiento de escuelas, jardines de infantes, calles y varias organizaciones después de ella.

## Primeros años de vida
Bursać nació el 2 de agosto de 1920 en la aldea de Kamenica, cerca de Drvar en la región de Bosanska Krajina, [1] el sector noroccidental de Bosnia y Herzegovina (entonces parte del reino de los serbios, croatas y eslovenos, renombrado como Yugoslavia). en 1929). El área de Drvar estaba habitada principalmente por serbios étnicos, con musulmanes bosnios y croatas que forman menos del cuatro por ciento de la población. [2] Bursać era el mayor de cinco hijos del cantero Nikola Bursać y su esposa, Joka, que en su mayoría criaban ovejas y ganado en su granja familiar. Al igual que otras niñas de la aldea, Bursać no fue a la escuela; solo los niños asistían a la escuela primaria en Drvar. Pastora hasta la edad de catorce años, luego ayudó a su madre con el trabajo doméstico y agrícola. Bursać se hizo experto en tejer, hilar, tejer y bordar antes de completar un curso de sastrería de seis meses en Drvar.
En 1938, se abrió una escuela primaria en Kamenica en la que Velimir Stojnić era un maestro en prácticas. Stojnić, miembro del Partido Comunista de Yugoslavia ( serbocroata : Komunistička partija Jugoslavije o KPJ, proscrito desde 1921), organizó una biblioteca pública, clubes de lectura y deportes y un grupo cultural y artístico. Estableció una celda secreta KPJ en Kamenica en 1939, la primera organización comunista en el área. [4] Sus convicciones ideológicas le valieron un seguimiento entre los jóvenes de la aldea, incluido Dušan, el hermano de Marija. Las autoridades pronto se dieron cuenta de las actividades de Stojnić, y fue expulsado de Kamenica en febrero de 1940.